# كاميرون كار
كاميرون كار (بالإنجليزية: Cameron Carr)‏ هو ممثل بريطاني (وحمل سابقاً جنسية المملكة المتحدة لبريطانيا العظمى وأيرلندا)، ولد في 15 أبريل 1876 في المملكة المتحدة، وتوفي في 1944.

## وصلات خارجية
- كاميرون كار على موقع IMDb (الإنجليزية)
- كاميرون كار على موقع قاعدة بيانات الفيلم (الإنجليزية)